# 航空大学校
航空大学校（こうくうだいがっこう、Civil Aviation College）は、固定翼機のパイロットを養成する省庁大学校である。略称は『航空大』 または『航大』。

## 概要
第二次世界大戦前には航空会社による養成学校があったが、1916年8月に開校した東京航空輸送社の日本飛行学校は入学金は600円（当時は新築の家が二軒建てられた金額）と非常に高額で工面出来る者は少なく、学校の経営も安定しないため人材供給が不安定であった。このため1938年には逓信省が民間機のパイロットを養成するため実業学校相当の航空機乗員養成所を設立した。ここでは全寮制で生活費・学費は無料だが教官は予備役の軍人が務め、軍隊式の生活で卒業後は陸軍や海軍の航空部隊に入隊して予備下士官として任官するなど、軍学校としての要素が強く、第二次大戦勃発により多くの卒業生がパイロットとして徴兵された。
敗戦により民間航空が禁止され航空機乗員養成所も廃止されたため、パイロットの養成は途絶えることになる。1954年に再開された後も民間パイロットの養成は途絶えたままだったため人材は元軍人と外国人に頼っていた。このため国主導で日本人パイロットを養成すべく1954年に運輸省の附属機関（のちに施設等機関となる）として設立された。2001年4月1日に独立行政法人化され、国土交通省所管の独立行政法人となった。当初は宮崎本校のみであったが、志願者の増加と共に、フライト課程を宮崎のみで行うことが困難になったため、仙台分校と帯広分校を設置し、訓練を分散化させた。
学費は無料ではないが、民間のパイロットスクールや大学の操縦専攻課程と比較すれば、格段に安価 なことに加え、募集人数が108名と少ないこと、学力試験や航空身体検査が厳しいこともあり、入学試験の倍率は例年7～10倍で推移している。また自衛隊はパイロットを独自に養成しているため、航空機乗員養成所のような軍事色は無くなっている。

## 入学・費用
出願資格は、19歳から24歳までの身長158cm以上で
1. 学校教育法による修業年限4年以上の大学に2年以上在学し、全修得単位数が62単位以上の者
2. 学校教育法による短期大学又は高等専門学校を卒業した者
3. 専修学校の専門課程の修了者に対する専門士及び高度専門士の称号の付与に関する規程による専門士又は高度専門士の称号を付与された者
4. 翌年3月末までに1.、2.又は3.となる見込みの者
5. 1.、2.又は3.に掲げる者と同等以上の学力を有すると航空大学校理事長が認める者

のいずれかに該当する者である。
また、過去に航空大学校入学第二次試験における身体検査A受験後、身体検査Bの対象とならなかった者は、再受験が可能である。
国籍要件がないため、外国籍の者であっても所定の手続きを取れば入校可能。
年齢の上限が緩いため、社会人が入校する例もある。
省庁大学校ではあるが気象大学校や防衛大学校・海上保安大学校とは違い、在校中の身分は国家公務員ではないため給与は支給されず、320万円前後の学費が必要となる。またアルバイトは禁止されている。
他の省庁大学校とは違い、6月、9月、12月、3月の4期に分かれて入学する。入校時の航空身体検査は航空医学研究センターが受託している。

## カリキュラム
練習機による操縦訓練の他、パイロットに必要な航空力学や気象に関する座学も行う。なお航空特殊無線技士や航空無線通信士などの無線従事者免許証が取得出来なければ進級できないが個人で取得する必要があり、入学前の取得が推奨されている。
大学改革支援・学位授与機構の認定を受けていないため学位は取得できない。
全寮制で全てのキャンパスに学生寮が整備されており、在学中は先輩後輩の2名が同室となる。全寮制ではあるが在校生用の駐車場が用意され自家用車の所有が可能、外出も許可されるなど自由度は高い。
取得できるのは固定翼機の事業用操縦士（陸上単発と多発）と計器飛行証明である。水上機、回転翼機は機材が無いため取得できない。なお1989年から2001年まではヘリコプター（ヒューズ 269C）による訓練が行われていた。

## 進路
操縦資格を取得後、採用試験を経て進路が決まる。日本の航空業界では、パイロットが一斉に退職し深刻な人材不足に陥る、2030年問題が懸念されており、要員確保が課題となっている。そのため、近年の卒業者の就職率は、100%に近い高水準で推移している。
官公庁の多くは運航を民間に委託 しており、自衛隊は独自養成のみに限定しているため、定期路線を運航する国内の航空会社への就職が主流である。なお操縦士の資格は国際民間航空機関加盟国であれば切り替え可能であるため、海外の航空会社へ就職することも可能である。

## 機材
訓練機の整備を担当する会社は分校毎に異なる。
宮崎本校：株式会社Japan General Aviation Service
仙台分校：株式会社ジャムコ
帯広分校：株式会社Japan General Aviation Service
実機の他、フライトシミュレーションも導入されている。

### 現行
- ビーチクラフト バロンモデルG58

仙台フライト課程(陸上多発及び計器飛行証明取得訓練)
- シーラス SR22

宮崎フライト課程(事業用操縦士取得訓練)
帯広フライト課程

### 過去
- ビーチクラフト ボナンザモデルE33

初等訓練用(1968年～1993年)
- ビーチクラフト ボナンザモデルA36

初等訓練用(1992年～2020年)
- FA-200

初等訓練用(1971年～1994年)。
- ビーチクラフト モデルH18

中等訓練用
- ビーチクラフト バロンモデルB55

中等訓練用(1974年～2005年)
- ビーチクラフト キングエアモデルC90

中等訓練用(1987年～2012年)
- 日本航空機製造 YS-11

中等訓練用。
- ヒューズ 269C

回転翼機(1989年～2001年)。

## 沿革
- 1954年 - 運輸省（現・国土交通省）の付属機関として宮崎県宮崎市に設置・開校（宮崎空港に隣接）
- 1958年 - 専修科を廃止
- 1968年 - 入学資格者を高等学校卒に引き下げ
- 1969年 - 仙台分校を開校（仙台空港に隣接）
- 1972年 - 帯広分校を開校（帯広空港に隣接）
- 1978年 - 回転翼操縦士の飛行訓練を開始
- 1987年 - 入学資格者を大学2年修了（同等）以上に引き上げ
- 2001年 - 独立行政法人に移行
- 2018年 - 世界的なパイロット不足に対応するため定員を108名に拡大した。

## 課程
エアライン・パイロットをめざす飛行機操縦科を志望する者は、年に1回行われる入学試験を受け、合格後に6月、9月、12月、3月の4期に分かれて入学する。入学時期は入学者の希望等を考慮して航空大学校理事長が決定する。
航空大学校のキャンパスは、宮崎空港（宮崎県宮崎市）、帯広空港（北海道帯広市）、仙台空港（宮城県名取市、キャンパスは同県岩沼市）の3ヶ所に隣接して設置されている。
入学した学生は、まず宮崎キャンパスで5ヶ月間の学科座学を受講し、帯広キャンパスで6ヶ月間のフライトトレーニング（単発機操縦演習）を行う。次に、再び宮崎キャンパスで6ヶ月間のフライトトレーニング（単発機操縦演習）を行い、最終課程は仙台キャンパスで7ヶ月間のフライトトレーニング（多発機操縦演習）を行う。2年間の全ての課程を修了すると卒業となり、卒業時には「飛行機・事業用操縦士（陸上単発・陸上多発）」と「計器飛行証明」のライセンスを取得する。
宮崎学科課程
航空力学や航空機システム、エンジン、航法、気象、そして航空法規や英語など、航空機の操縦に必要となる計16科目を履修する。
5ヶ月　学科・・・547時間
帯広フライト課程
学科のほか、シーラス SR22でのフライト訓練を行う。
6ヶ月　学科・・・156時間
　　　　操縦訓練・・・50時間00分
　　　　計器飛行地上訓練・・・7時間
宮崎フライト課程
学科のほか、シーラス SR22でのフライト訓練を行う。
6ヶ月　学科・・・162時間
　　　　操縦訓練・・・90時間00分
　　　　計器飛行地上訓練・・・15時間
取得するライセンス・・・事業用操縦士（陸上単発）
仙台フライト課程
学科のほか、ビーチクラフト バロンモデルG58でのフライト訓練を行う。
7ヶ月　学科・・・150時間
　　　　操縦訓練・・・57時間
　　　　計器飛行地上訓練・・・22時間
取得するライセンス・・・事業用操縦士（陸上多発）・計器飛行証明

## 著名な関係者
- 藤田日出男 - 1958年卒。日本航空パイロット。
- 田口美貴夫 - 1963年卒。日本航空パイロット。
- 山形和行 - 1971年卒。全日本空輸パイロット。
- 植木義晴 - 1975年卒。日本航空代表取締役会長。